# Kepler-9d
Kepler-9d – planeta pozasłoneczna krążąca wokół gwiazdy Kepler-9. Planeta okrąża gwiazdę co 1,59 dnia w odległości 0,0273 au. Mimo że Kepler-9d znajduje się najbliżej gwiazdy, to jest oznaczona literą „d”, ponieważ odkryto wcześniej dwie inne planety tego układu: Kepler-9b i Kepler-9c.

## Charakterystyka
Początkowo sądzono, że Kepler-9d jest superziemią o promieniu 1,64 +0,19−0,14 R🜨. Nowsze badania sugerują wyższą wartość 2,00 ± 0,05 R🜨, a ponieważ ani masa, ani gęstość planety nie są znane, a jej sąsiadki Kepler-9b i Kepler-9c są gazowymi olbrzymami o wyjątkowo niskiej gęstości i zawartości metali, Kepler-9d może nie być wcale planetą skalistą, lecz należeć do nowego, niedawno zidentyfikowanego typu planet o niskiej masie i niskiej gęstości. Średnia temperatura na powierzchni planety szacowana jest na ok. 2026 K.